# توم هلنبراند
توم هلنبراند (بالألمانية: Tom Hillenbrand)‏ (و. 1972  م) هو صحفي، وكاتب ألماني، ولد في هامبورغ.